# Temporada 2010 de IndyCar Series

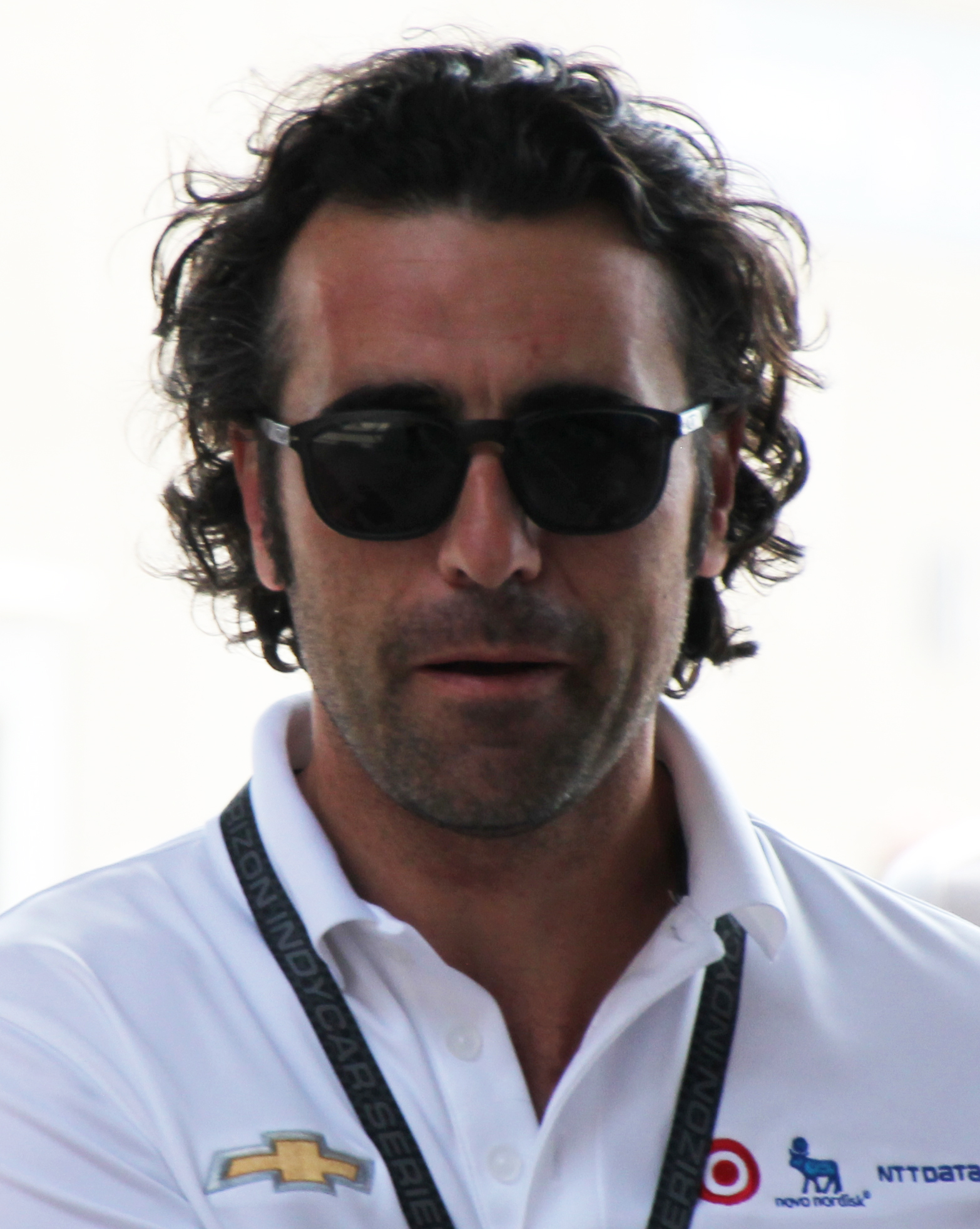
Dario Franchitti, campeón de la IndyCar Series de 2010.

La temporada de 2010 de la IZOD Indy Car Series fue la temporada número 15° de la IndyCar, y la 99° temporada reconocida de como competencia de coches monoplaza más importante de Estados Unidos. Comienza a ser la serie de seis temporadas previstas en donde la marca Izod será el principal patrocinador. El principal evento, la edición 94 de las 500 Millas de Indianápolis celebrado un domingo, 30 de mayo, deja ganador por segunda ocasión, al piloto escocés Dario Franchitti.
Chip Ganassi Racing junto a Dario Franchitti además de ganar en las Indy 500, retuvo su título, al ganar por tercera vez en cuatro temporadas después de derrotar al Team Penske al conductor australiano Will Power en una batalla por el campeonato, el cual se llevó hasta la última carrera de la temporada en el Homestead Miami Speedway. Power había liderado el campeonato durante la mayor parte de la temporada, lo cual hizo que Franchitti condujera a doce puntos detrás del hasta Homestead, pero este al chocar contra la pared durante la carrera y ubicarse en el registro final en el puesto 25, y el octavo puesto de carrera final para Franchitti, junto a sus puntos de bonificación máxima se le otorgó el campeonato por cinco puntos. Franchitti y Power cada uno ganó uno de los eventos nuevo de la temporada dándole el campeonato y subcampeonato según los resultados en los óvalos, y los circuitos. Franchitti ganó el campeonato en pistas óvaladas donde llegó a seis veces entre los 10 primeros, siete top five en ocho carreras, incluyendo victorias en las 500 Millas de Indianápolis y Chicago, y también ganó una prueba en el autódromo de Mid-Ohio. La energía fue aún más dominante cuando el campeonato se desarrollaba en los circuitos permanentes, terminando cada una de las nueve carreras entre los tres primeros, cinco victorias en São Paulo, San Petersburgo, Watkins Glen, Toronto y en Sonoma.
Después de luchar contra Franchitti por el título en 2009, Scott Dixon y Ryan Briscoe terminaron tercero y quinto en la clasificación general del campeonato, junto con el tercer coche de Penske, pilotado por Hélio Castroneves que terminó entre la estos pilotos. Dixon ganó en los óvalos de Kansas y Homestead Miami, así como una victoria en Edmonton después de que Castroneves fue penalizado por bloquear al final del reinicio de carrera. Una victoria de Dixon en Florida ayudó a Castroneves a luchar por el tercer puesto en la clasificación del campeonato. Castroneves también se llevó tres victorias durante la temporada, ganando la carrera inaugural en el Barber Motorsports Park, así como las victorias en Kentucky y en el Twin Ring de Motegi, cuando terminó, quedó a dieciséis puntos detrás de Dixon. Briscoe terminó con más de 100 puntos detrás de Franchitti, con una sola victoria en Texas. Andretti Autosport con sus conductores Tony Kanaan y Ryan Hunter-Reay fueron los otros únicos pilotos en ganar una sola carrera, ya que finalizaron sexto y séptimo respectivamente en la general. El Novato del Año fue del equipo de Dale Coyne Racing el conductor Alex Lloyd, que compitió en su primera temporada completa, después de tres carreras en las dos temporadas anteriores. Terminó 24 puntos por delante de Simona de Silvestro.

## Equipos y pilotos
Todos los pilotos competen con motores Honda, neumáticos Firestone, chasis Dallara. La (R) identifica al novato del campeonato IZOD IndyCar Series.
| Equipo                                        | N.º | Pilotos               | Carreras          |
| --------------------------------------------- | --- | --------------------- | ----------------- |
| A. J. Foyt Enterprises                        | 14  | Vítor Meira           | Todas             |
| A. J. Foyt Enterprises                        | 41  | A. J. Foyt IV         | 6                 |
| A. J. Foyt Enterprises                        | 41  | Jaques Lazier         | 6                 |
| Andretti Autosport                            | 7   | Danica Patrick        | Todas             |
| Andretti Autosport                            | 11  | Tony Kanaan           | Todas             |
| Andretti Autosport                            | 26  | Marco Andretti        | Todas             |
| Andretti Autosport                            | 27  | Adam Carroll R        | 9, 12             |
| Andretti Autosport                            | 37  | Ryan Hunter-Reay      | Todas             |
| Andretti Autosport                            | 43  | John Andretti         | 5-6               |
| Bryan Herta Autosport                         | 29  | Sebastián Saavedra R  | 6                 |
| Chip Ganassi Racing                           | 9   | Scott Dixon           | Todas             |
| Chip Ganassi Racing                           | 10  | Dario Franchitti      | Todas             |
| Conquest Racing                               | 34  | Mario Romancini R     | 1-11              |
| Conquest Racing                               | 34  | Francesco Dracone R   | 12                |
| Conquest Racing                               | 34  | Bertrand Baguette R   | 13-17             |
| Conquest Racing                               | 36  | Bertrand Baguette R   | 3-12              |
| Conquest Racing                               | 36  | Francesco Dracone R   | 13                |
| Conquest Racing                               | 36  | Tomas Scheckter       | 14-15             |
| Conquest Racing                               | 36  | Roger Yasukawa        | 16                |
| Conquest Racing                               | 36  | Sebastián Saavedra R  | 17                |
| Dale Coyne Racing                             | 18  | Milka Duno            | Todas             |
| Dale Coyne Racing                             | 19  | Alex Lloyd R          | Todas             |
| de Ferran Dragon Racing                       | 2   | Raphael Matos         | Todas             |
| de Ferran Dragon Racing                       | 21  | Davey Hamilton        | 6, 14             |
| Dreyer & Reinbold Racing                      | 22  | Justin Wilson         | Todas             |
| Dreyer & Reinbold Racing                      | 23  | Ana Beatriz R         | 1                 |
| Dreyer & Reinbold Racing                      | 23  | Tomas Scheckter       | 6                 |
| Dreyer & Reinbold Racing                      | 24  | Mike Conway           | 1-6               |
| Dreyer & Reinbold Racing                      | 24  | Graham Rahal          | 8                 |
| Dreyer & Reinbold Racing                      | 24  | Tomas Scheckter       | 7, 10-11          |
| Dreyer & Reinbold Racing                      | 24  | Paul Tracy            | 9, 15-16          |
| Dreyer & Reinbold Racing                      | 24  | J. R. Hildebrand R    | 12-13             |
| Dreyer & Reinbold Racing                      | 24  | Ana Beatriz R         | 14, 17            |
| Dreyer & Reinbold Racing                      | 25  | Ana Beatriz R         | 6                 |
| FAZZT Race Team                               | 33  | Bruno Junqueira       | 6                 |
| FAZZT Race Team                               | 77  | Alex Tagliani         | Todas             |
| HVM Racing                                    | 78  | Simona de Silvestro R | Todas             |
| KV Racing Technology                          | 5   | Takuma Satō R         | Todas             |
| KV Racing Technology                          | 8   | E. J. Viso            | Todas             |
| KV Racing Technology                          | 15  | Paul Tracy            | 6, 10-11          |
| KV Racing Technology                          | 32  | Mario Moraes          | Todas             |
| Newman/Haas Racing Newman/Haas/Lanigan Racing | 02  | Graham Rahal          | 10, 12-14, 16, 17 |
| Newman/Haas Racing Newman/Haas/Lanigan Racing | 06  | Hideki Mutoh          | Todas             |
| Panther Racing                                | 4   | Dan Wheldon           | Todas             |
| Panther Racing                                | 20  | Ed Carpenter          | 6, 14-15, 17      |
| Rahal Letterman Racing                        | 30  | Graham Rahal          | 6                 |
| Sam Schmidt Motorsports                       | 99  | Townsend Bell         | 6                 |
| Sarah Fisher Racing                           | 66  | Jay Howard R          | 5-7, 12, 14       |
| Sarah Fisher Racing                           | 66  | Graham Rahal          | 15                |
| Sarah Fisher Racing                           | 67  | Graham Rahal          | 2-4               |
| Sarah Fisher Racing                           | 67  | Sarah Fisher          | 5-8, 14-15, 17    |
| Team Penske                                   | 3   | Hélio Castroneves     | Todas             |
| Team Penske                                   | 6   | Ryan Briscoe          | Todas             |
| Team Penske                                   | 12  | Will Power            | Todas             |

| Icono | Leyenda                   |
| ----- | ------------------------- |
| R     | Elegible a Novato del año |

## Calendario
El calendario 2010 se anunció el 31 de julio de 2009, con las modificaciones anunciadas para el 26 de agosto de 2009. Entre losn uevos eventos incluyen una apertura de la temporada en el circuito callejero en São Paulo, Brasil, y el nuevo Grand Prix de Alabama en el Barber Motorsports Park. Richmond y Milwaukee no se incluyeron en el 2010.
| Ronda | Fecha            | Carrera                                                     | Circuito                              | Localización             | Horarios (ET) |
| ----- | ---------------- | ----------------------------------------------------------- | ------------------------------------- | ------------------------ | ------------- |
| 1     | 14 de marzo      | São Paulo Indy 300                                          | Circuito callejero de San Pablo       | São Paulo, Brasil        | 11:30 AM      |
| 2     | 29 de marzo      | Honda Grand Prix of St. Petersburg                          | Circuito callejero de San Petersburgo | San Petersburgo, Florida | 10:00 AM      |
| 3     | 11 de abril      | Indy Grand Prix of Alabama presented by Legacy Credit Union | Barber Motorsports Park               | Birmingham, Alabama      | 3:00 PM       |
| 4     | 18 de abril      | Toyota Grand Prix of Long Beach                             | Streets of Long Beach                 | Long Beach, California   | 3:30 PM       |
| 5     | 1 de mayo        | RoadRunner Turbo Indy 300                                   | Kansas Speedway                       | Kansas City, Kansas      | 1:30 PM       |
| 6     | 30 de mayo       | 94th Indianapolis 500                                       | Indianapolis Motor Speedway           | Speedway, Indiana        | 12:00 PM      |
| 7     | 5 de junio       | Firestone 550K                                              | Texas Motor Speedway                  | Fort Worth, Texas        | 8:00 PM       |
| 8     | 20 de junio      | Iowa Corn Indy 250                                          | Iowa Speedway                         | Newton, Iowa             | 1:30 PM       |
| 9     | 4 de julio       | Camping World Grand Prix at The Glen                        | Watkins Glen International            | Watkins Glen, New York   | 3:30 PM       |
| 10    | 18 de julio      | Honda Indy Toronto                                          | Exhibition Place                      | Toronto, Ontario         | 12:30 PM      |
| 11    | 25 de julio      | Honda Indy Edmonton                                         | Edmonton City Centre Airport          | Edmonton, Alberta        | 5:00 PM       |
| 12    | 8 de agosto      | Honda Indy 200 presented by Westfield Insurance             | Mid-Ohio Sports Car Course            | Lexington, Ohio          | 2:30 PM       |
| 13    | 22 de agosto     | Indy Grand Prix of Sonoma                                   | Infineon Raceway                      | Sonoma, California       | 5:00 PM       |
| 14    | 28 de agosto     | Peak Antifreeze and Motor Oil Indy 300                      | Chicagoland Speedway                  | Joliet, Illinois         | 7:00 PM       |
| 15    | 4 de septiembre  | Kentucky Indy 300                                           | Kentucky Speedway                     | Sparta, Kentucky         | 8:00 PM       |
| 16    | 18 de septiembre | Indy Japan 300                                              | Twin Ring Motegi                      | Motegi, Japón            | 10:00 PM      |
| 17    | 2 de octubre     | Cafés do Brasil Indy 300                                    | Homestead-Miami Speedway              | Homestead, Florida       | 6:00 PM       |

     Óvalo
     Circuito rutero

## Novedades

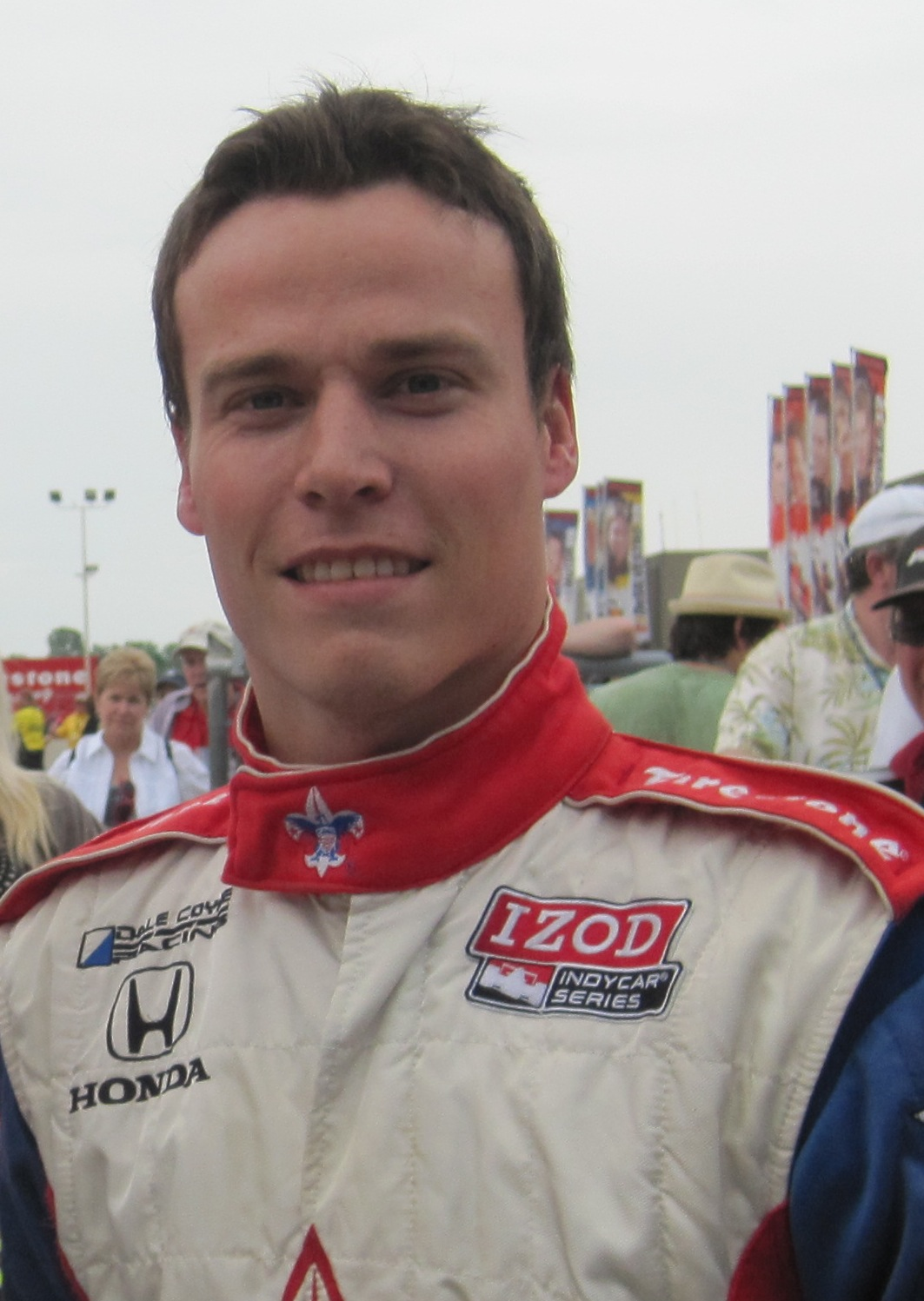
Alex Lloyd, novato de 2010.

- En un Anunció en una conferencia de prensa en el Indianapolis Motor Speedway el 5 de noviembre de 2009, la compañía Izod ha firmado como el "nuevo patrocinador principal del entre los años 2010 al 2015, con una opción por dos años adicionales.[1] De acuerdo con Robin Miller,[8] que el acuerdo es por valor de $10 millones por año con al menos $5 millones para las promociones y marketing. Además, incluiría un pago de 100.000 dólares por coche y por año para los equipos elegibles para el reparto de los ingresos del programa TEAM (IndyCar Series), y la financiación parcial del tiempo posible que pueda tener como patrocinio al coche de Ryan Hunter-Reay, de quien recibió el apoyo como patrocinio de la marca en 2009. Este será el tercer patrocinio de la IndyCar en la historia de la serie. Los patrocinios anteriores fueron proporcionados por Pep Boys (1998-1999) y Northern Light (2000-2001).

- El 25 de noviembre de 2009, una carrera de apertura de la temporada en São Paulo, Brasil fue confirmado por autoridades de la ciudad y un comunicado de prensa de la Indy Racing League.[9][10] La Carrera, el São Paulo Indy 300, se ha llevado a cabo en un circuito callejero temporal de 2,3 millas. A pesar de la distancia de dicho recorrido para los equipos, el evento se espera que sea lucrativo con Terry Angstadt reclamando que cada equipo participante recibirá una suma de seis cifras de los promotores de eventos, además de todos los gastos pagados.[11]

- La posibilidad quedó abierta para una carrera en Milwaukee, sin embargo, las cuestiones en curso que involucraban sobre unos honorarios que no habían pagado por la gestión, lo cual acarreó una sanción para la carrera, y el futuro dedicha instalación, situación que la puso en riesgo. En noviembre, la Milla Histórica, anunciaron que se irían a la quiebra.[7] Se anunció el 16 de diciembre que ninguna serie nacional, recibirá la Milla de Milwaukee en 2010, debido a la incapacidad hecha por los funcionarios del Wisconsin Fair Park para encontrar un promotor de reemplazo para la temporada.[12]

- El 25 de julio la carrera de Edmonton seguirá adelante, a pesar de que los organizadores del evento habían perdido 9.200.000 dólares en la organización de la carrera en las temporadas anteriores.[13][14]

- Los cambios en 2010 en las reglas fueron anunciadas para el 12 de enero de 2010. El interruptor de mezcla del combustible de cuatro tiempos serán eliminados para que los automóviles solo sean capaz de correr "full" o con configuración "amarilla" de combustible. El alcance de la ayuda de Honda volverá aproximadamente doble de los amuento de los CV en 5 a 20 CV frente al año pasado cuando pulsaban el botón. Todos los coches tendrán ahora una marcha atrás en los circuitos callejeros y los circuitos permanentes en 2010.[15]

- Elfundador de la IRL y miembro del consejo de la IMS, Tony George, renunció en 2010 a la IMS el 19 de enero.[16]

- El exdirector ejecutivo del Professional Bull Riders, Randy Bernard, fue anunciado como el nuevo CEO de IRL el 2 de febrero de 2010.[17]

- Las clasificaciones de las 500 Millas de Indianápolis de 2010 otorgaron puntos a cada uno de los 33 conductores para el momento de la clasificación. El ganador de la pole recibiría quince puntos, junto a los otros pilotos en la primera fila quienes recibirían 13 y 12 puntos respectivamente. Cada conductor en la clasificación ganará al menos tres puntos.[18]

- Dos nuevos títulos se otorgan a partir de la temporada 2010, con un campeón en los circuitos óvalos y un campeón en los circuitos permanentes y callejeros. Un premio en dinero y trofeo se otorga al mejor clasificado en los puntos en los circuitos callejeros y permanentes, y 7 carreras en los óvalos (con exclusión de Homestead).[19] Después de una votación de los aficionados, los nombres de los campeonatos son el campeonato AJ Foyt de circuitos óvalos y el campeonato Mario Andretti de circuitos permanentes y callejeros.[20]

## Resultados
| Ronda | Carrera      | Pole position     | Vuelta rápida     | Más vueltas lideradas | Piloto ganador    | Equipo ganador      |
| ----- | ------------ | ----------------- | ----------------- | --------------------- | ----------------- | ------------------- |
| 1     | São Paulo    | Dario Franchitti  | Will Power        | Dario Franchitti      | Will Power        | Team Penske         |
| 2     | St. Pete     | Will Power        | E. J. Viso        | Will Power            | Will Power        | Team Penske         |
| 3     | Barber       | Will Power        | Justin Wilson     | Marco Andretti        | Hélio Castroneves | Team Penske         |
| 4     | Long Beach   | Will Power        | Ryan Hunter-Reay  | Ryan Hunter-Reay      | Ryan Hunter-Reay  | Andretti Autosport  |
| 5     | Kansas       | Ryan Briscoe      | Tony Kanaan       | Scott Dixon           | Scott Dixon       | Chip Ganassi Racing |
| 6     | Indianapolis | Hélio Castroneves | Will Power        | Dario Franchitti      | Dario Franchitti  | Chip Ganassi Racing |
| 7     | Texas        | Ryan Briscoe      | Ryan Hunter-Reay  | Ryan Briscoe          | Ryan Briscoe      | Team Penske         |
| 8     | Iowa         | Will Power        | Dario Franchitti  | Dario Franchitti      | Tony Kanaan       | Andretti Autosport  |
| 9     | Watkins Glen | Will Power        | Will Power        | Will Power            | Will Power        | Team Penske         |
| 10    | Toronto      | Justin Wilson     | Will Power        | Justin Wilson         | Will Power        | Team Penske         |
| 11    | Edmonton     | Will Power        | Scott Dixon       | Will Power            | Scott Dixon       | Chip Ganassi Racing |
| 12    | Mid-Ohio     | Will Power        | Ryan Briscoe      | Alex Tagliani         | Dario Franchitti  | Chip Ganassi Racing |
| 13    | Sonoma       | Will Power        | J. R. Hildebrand  | Will Power            | Will Power        | Team Penske         |
| 14    | Chicagoland  | Ryan Briscoe      | Scott Dixon       | Ryan Briscoe          | Dario Franchitti  | Chip Ganassi Racing |
| 15    | Kentucky     | Ed Carpenter      | Ryan Hunter-Reay  | Dan Wheldon           | Hélio Castroneves | Team Penske         |
| 16    | Motegi       | Hélio Castroneves | Hélio Castroneves | Hélio Castroneves     | Hélio Castroneves | Team Penske         |
| 17    | Homestead    | Dario Franchitti  | Marco Andretti    | Dario Franchitti      | Scott Dixon       | Chip Ganassi Racing |

## Clasificaciones

### Campeonato de Pilotos
| Pos. | Piloto              | SAO | STP | ALA | LBH | KAN | INDY | INDY | TXS | IOW | WGL | TOR | EDM | MDO | SNM | CHI | KTY | MOT | HMS | Puntos |
| Pos. | Piloto              | SAO | STP | ALA | LBH | KAN | QL   | 500  | TXS | IOW | WGL | TOR | EDM | MDO | SNM | CHI | KTY | MOT | HMS | Puntos |
| ---- | ------------------- | --- | --- | --- | --- | --- | ---- | ---- | --- | --- | --- | --- | --- | --- | --- | --- | --- | --- | --- | ------ |
| 1    | Dario Franchitti    | 7*  | 5   | 3   | 12  | 2   | 3    | 1*   | 5   | 18* | 3   | 2   | 3   | 1   | 3   | 1   | 5   | 2   | 8*  | 602    |
| 2    | Will Power          | 1   | 1*  | 4   | 3   | 12  | 2    | 8    | 14  | 5   | 1*  | 1   | 2*  | 2   | 1*  | 16  | 8   | 3   | 25  | 597    |
| 3    | Scott Dixon         | 6   | 18  | 2   | 4   | 1*  | 6    | 5    | 4   | 6   | 8   | 20  | 1   | 5   | 2   | 8   | 7   | 6   | 1   | 547    |
| 4    | Hélio Castroneves   | 9   | 4   | 1   | 7   | 4   | 1    | 9    | 20  | 2   | 9   | 24  | 10  | 3   | 5   | 6   | 1   | 1*  | 5   | 531    |
| 5    | Ryan Briscoe        | 14  | 3   | 6   | 8   | 6   | 4    | 24   | 1*  | 4   | 2   | 18  | 4   | 6   | 4   | 11* | 24  | 4   | 4   | 482    |
| 6    | Tony Kanaan         | 10  | 10  | 8   | 5   | 3   | 32   | 11   | 6   | 1   | 21  | 4   | 12  | 17  | 7   | 5   | 4   | 7   | 3   | 453    |
| 7    | Ryan Hunter-Reay    | 2   | 11  | 12  | 1*  | 5   | 17   | 18   | 7   | 8   | 7   | 3   | 5   | 10  | 8   | 4   | 21  | 9   | 11  | 445    |
| 8    | Marco Andretti      | 23  | 12  | 5*  | 14  | 13  | 16   | 3    | 3   | 15  | 13  | 8   | 11  | 9   | 12  | 3   | 6   | 11  | 7   | 392    |
| 9    | Dan Wheldon         | 5   | 20  | 11  | 9   | 15  | 18   | 2    | 9   | 11  | 6   | 10  | 20  | 14  | 25  | 2   | 3*  | 10  | 9   | 388    |
| 10   | Danica Patrick      | 15  | 7   | 19  | 16  | 11  | 23   | 6    | 2   | 10  | 20  | 6   | 15  | 21  | 16  | 14  | 9   | 5   | 2   | 367    |
| 11   | Justin Wilson       | 11  | 2   | 7   | 2   | 18  | 11   | 7    | 19  | 24  | 10  | 7*  | 21  | 27  | 6   | 7   | 11  | 16  | 21  | 361    |
| 12   | Vítor Meira         | 3   | 15  | 18  | 11  | 10  | 30   | 27   | 10  | 7   | 19  | 11  | 16  | 15  | 15  | 9   | 23  | 17  | 6   | 310    |
| 13   | Alex Tagliani       | 19  | 6   | 10  | 21  | 8   | 5    | 10   | 18  | 12  | 17  | 17  | 23  | 4*  | 14  | 25  | 15  | 13  | 14  | 302    |
| 14   | Raphael Matos       | 4   | 8   | 14  | 20  | 16  | 12   | 29   | 16  | 14  | 4   | 21  | 13  | 7   | 21  | 29  | 16  | 18  | 17  | 290    |
| 15   | Mario Moraes        | 24  | 21  | 13  | 6   | 7   | 13   | 31   | 21  | 25  | 5   | 14  | 7   | 12  | 11  | 17  | 18  | 24  | 27  | 287    |
| 16   | Alex Lloyd          | 18  | 23  | 23  | 19  | 19  | 26   | 4    | 8   | 13  | 25  | 23  | 18  | 13  | 10  | 21  | 13  | 21  | 12  | 266    |
| 17   | E. J. Viso          | 12  | 17  | 16  | 15  | 27  | 19   | 25   | 11  | 3   | 11  | 19  | 8   | 26  | 19  | 27  | 26  | 15  | 19  | 262    |
| 18   | Hideki Mutoh        | 20  | 14  | 15  | 13  | 23  | 9    | 28   | 12  | 20  | 12  | 12  | 17  | 18  | 17  | 13  | 17  | 14  | 20  | 250    |
| 19   | Simona de Silvestro | 16  | 16  | 21  | 17  | 21  | 22   | 14   | 24  | 21  | 24  | 9   | 22  | 8   | 13  | 23  | 25  | 23  | 23  | 242    |
| 20   | Graham Rahal        |     | 9   | 17  | 22  |     | 7    | 12   |     | 9   |     | 5   |     | 20  | 9   | 10  | 20  | 8   | 10  | 235    |
| 21   | Takuma Satō         | 22  | 22  | 25  | 18  | 24  | 31   | 20   | 25  | 19  | 15  | 25  | 9   | 25  | 18  | 26  | 27  | 12  | 18  | 214    |
| 22   | Bertrand Baguette   |     |     | 20  | 24  | 20  | 24   | 22   | 22  | 17  | 18  | 16  | 14  | 11  | 23  | 12  | 10  | 25  | 15  | 213    |
| 23   | Milka Duno          | 21  | 24  | 24  | 25  | 26  | DNQ  | DNQ  | 23  | 23  | 23  | 26  | 25  | 23  | 22  | 19  | 19  | 19  | 24  | 184    |
| 24   | Mario Romancini     | 17  | 13  | 22  | 23  | 22  | 27   | 13   | 17  | 16  | 22  | 22  | 24  |     |     |     |     |     |     | 149    |
| 25   | Mike Conway         | 8   | 19  | 9   | 10  | 14  | 15   | 19   |     |     |     |     |     |     |     |     |     |     |     | 110    |
| 26   | Sarah Fisher        |     |     |     |     | 17  | 29   | 26   | 15  | 22  |     |     |     |     |     | 15  | 22  |     | 22  | 92     |
| 27   | Paul Tracy          |     |     |     |     |     | DNQ  | DNQ  |     |     | 14  | 13  | 6   |     |     |     | 12  | 22  |     | 91     |
| 28   | Ed Carpenter        |     |     |     |     |     | 8    | 17   |     |     |     |     |     |     |     | 20  | 2   |     | 13  | 90     |
| 29   | Tomas Scheckter     |     |     |     |     |     | 20   | 15   | 13  |     |     | 15  | 19  |     |     | 28  | 14  |     |     | 89     |
| 30   | Ana Beatriz         | 13  |     |     |     |     | 21   | 21   |     |     |     |     |     |     |     | 24  |     |     | 26  | 55     |
| 31   | Jay Howard          |     |     |     |     | 25  | DNQ  | DNQ  | 26  |     |     |     |     | 24  |     | 22  |     |     |     | 44     |
| 32   | John Andretti       |     |     |     |     | 9   | 28   | 30   |     |     |     |     |     |     |     |     |     |     |     | 35     |
| 33   | Sebastián Saavedra  |     |     |     |     |     | 33   | 23   |     |     |     |     |     |     |     |     |     |     | 16  | 29     |
| 34   | Adam Carroll        |     |     |     |     |     |      |      |     |     | 16  |     |     | 19  |     |     |     |     |     | 26     |
| 35   | J. R. Hildebrand    |     |     |     |     |     |      |      |     |     |     |     |     | 16  | 24  |     |     |     |     | 26     |
| 36   | Davey Hamilton      |     |     |     |     |     | 14   | 33   |     |     |     |     |     |     |     | 18  |     |     |     | 26     |
| 37   | Francesco Dracone   |     |     |     |     |     |      |      |     |     |     |     |     | 22  | 20  |     |     |     |     | 24     |
| 38   | Townsend Bell       |     |     |     |     |     | 10   | 16   |     |     |     |     |     |     |     |     |     |     |     | 18     |
| 39   | Bruno Junqueira     |     |     |     |     |     | 25   | 32   |     |     |     |     |     |     |     |     |     |     |     | 13     |
| 40   | Roger Yasukawa      |     |     |     |     |     |      |      |     |     |     |     |     |     |     |     |     | 20  |     | 12     |
|      | A. J. Foyt IV       |     |     |     |     |     | DNQ  | DNQ  |     |     |     |     |     |     |     |     |     |     |     | 0      |
|      | Jaques Lazier       |     |     |     |     |     | DNQ  | DNQ  |     |     |     |     |     |     |     |     |     |     |     | 0      |
| Pos. | Pilotos             | SAO | STP | ALA | LBH | KAN | QL   | 500  | TXS | IOW | WGL | TOR | EDM | MDO | SNM | CHI | KTY | MOT | HMS | Puntos |
| Pos. | Pilotos             | SAO | STP | ALA | LBH | KAN | INDY |      | TXS | IOW | WGL | TOR | EDM | MDO | SNM | CHI | KTY | MOT | HMS | Puntos |

| Color       | Resultados                          |
| ----------- | ----------------------------------- |
| Oro         | Ganador                             |
| Plata       | 2.º lugar                           |
| Bronce      | 3.er. Lugar                         |
| Verde       | 4.º. & 5.º puesto                   |
| Azul Claro  | 6.º-10.º puesto                     |
| Azul Oscuro | Finished (Outside Top 10)           |
| Púrpura     | No acabó la carrera (Ret)           |
| Rojo        | No calificó (DNQ)                   |
| Café        | Retiro (Wth)                        |
| Negro       | Descalificado (DSQ)                 |
| White       | No Arrancó (DNS)                    |
| Blanca      | Sin participación participate (DNP) |
| Blanca      | No participó                        |

| In-line notation |                                                                 |
| Bold             | Pole position                                                   |
| Italics          | Corrió la vuelta más rápida en carrera                          |
| *                | Mayor número de vueltas lideradas en una competencia (2 points) |
| Novato del Año   |                                                                 |
| Novato           |                                                                 |

| Color       | Resultados                          |
| ----------- | ----------------------------------- |
| Oro         | Ganador                             |
| Plata       | 2.º lugar                           |
| Bronce      | 3.er. Lugar                         |
| Verde       | 4.º. & 5.º puesto                   |
| Azul Claro  | 6.º-10.º puesto                     |
| Azul Oscuro | Finished (Outside Top 10)           |
| Púrpura     | No acabó la carrera (Ret)           |
| Rojo        | No calificó (DNQ)                   |
| Café        | Retiro (Wth)                        |
| Negro       | Descalificado (DSQ)                 |
| White       | No Arrancó (DNS)                    |
| Blanca      | Sin participación participate (DNP) |
| Blanca      | No participó                        |

| In-line notation |                                                                 |
| Bold             | Pole position                                                   |
| Italics          | Corrió la vuelta más rápida en carrera                          |
| *                | Mayor número de vueltas lideradas en una competencia (2 points) |
| Novato del Año   |                                                                 |
| Novato           |                                                                 |

En cada carrera, los puntos se otorgan a los conductoressiguiendo las siguientes bases:
| Posiciones | 1  | 2  | 3  | 4  | 5  | 6  | 7  | 8  | 9  | 10 | 11 | 12 | 13 | 14 | 15 | 16 | 17 | 18 | 19 | 20 | 21 | 22 | 23 | 24 | 25 | 26 | 27 | 28 | 29 | 30 | 31 | 32 | 33 |
| ---------- | -- | -- | -- | -- | -- | -- | -- | -- | -- | -- | -- | -- | -- | -- | -- | -- | -- | -- | -- | -- | -- | -- | -- | -- | -- | -- | -- | -- | -- | -- | -- | -- | -- |
| Puntos     | 50 | 40 | 35 | 32 | 30 | 28 | 26 | 24 | 22 | 20 | 19 | 18 | 17 | 16 | 15 | 14 | 13 | 12 | 12 | 12 | 12 | 12 | 12 | 12 | 10 | 10 | 10 | 10 | 10 | 10 | 10 | 10 | 10 |

Puntos otorgados en la clasificación para las 500 millas de Indianapolis:
| Posiciones | 1  | 2  | 3  | 4  | 5  | 6 | 7 | 8 | 9 | 10 | 11 | 12 | 13 | 14 | 15 | 16 | 17 | 18 | 19 | 20 | 21 | 22 | 23 | 24 | 25 | 26 | 27 | 28 | 29 | 30 | 31 | 32 | 33 |
| ---------- | -- | -- | -- | -- | -- | - | - | - | - | -- | -- | -- | -- | -- | -- | -- | -- | -- | -- | -- | -- | -- | -- | -- | -- | -- | -- | -- | -- | -- | -- | -- | -- |
| Puntos     | 15 | 13 | 12 | 11 | 10 | 9 | 8 | 7 | 6 | 4  | 4  | 4  | 4  | 4  | 4  | 4  | 4  | 4  | 4  | 4  | 4  | 4  | 4  | 4  | 3  | 3  | 3  | 3  | 3  | 3  | 3  | 3  | 3  |

- Los empates en puntos se puede llegar a desempatar por el número de victorias, seguido en el orden por el número de 2.os lugares, 3.os lugares, etc., y luego por el número de pole positions, seguido de un número de veces haber calificado segundo, etc.